# 瀬戸内市消防本部
瀬戸内市消防本部（せとうちししょうぼうほんぶ）は、岡山県瀬戸内市邑久町本庄1795にある瀬戸内市を管轄する消防本部。2004年11月1日の邑久郡3町合併により、邑久消防組合を継承する形で発足した。

## 概要
- 消防署1カ所、分遣所数2カ所
- 主力機械（2015年3月31日現在）
  - 普通消防ポンプ自動車：4
  - 水槽付消防ポンプ自動車：1
  - ブーム付消防自動車：1
  - 高規格救急自動車：4
  - 救助工作車：1
  - 指揮車：1
  - 資機材搬送車：2

## 消防署
| 消防署         | 住所                   | 分駐所                                                        |
| -------------- | ---------------------- | ------------------------------------------------------------- |
| 瀬戸内市消防署 | 瀬戸内市邑久町本庄1795 | 長船：瀬戸内市長船町土師1175-2 牛窓：瀬戸内市牛窓町牛窓6405-1 |

## 周辺
- 岡山ブルーライン邑久IC
- 岡山県道39号備前牛窓線
- 岡山県道224号瀬西大寺線
- 竹久夢二生家
- 瀬戸内警察署本庄駐在所

## 関連人物
- 立岡脩二 - 瀬戸内市長